# Ditylomorphula capitata
Ditylomorphula capitata es una especie de coleóptero de la familia Oedemeridae.

## Distribución geográfica
Habita en Sudáfrica.